# Судул (Єнджейовський повіт)
Судул (пол. Sudół) — село в Польщі, у гміні Єнджеюв Єнджейовського повіту Свентокшиського воєводства.
Населення — 795 осіб (2011).
У 1975—1998 роках село належало до Келецького воєводства.

## Демографія
Демографічна структура на день 31 березня 2011 року:
|          | Загалом | Допрацездатний вік | Працездатний вік | Постпрацездатний вік |
| -------- | ------- | ------------------ | ---------------- | -------------------- |
| Чоловіки | 374     | 72                 | 260              | 42                   |
| Жінки    | 421     | 88                 | 229              | 104                  |
| Разом    | 795     | 160                | 489              | 146                  |